# گرنتچستر
گرنتچستر (به انگلیسی: Grantchester) یک روستا و محله مدنی در بریتانیا است که در کمبریج‌شر جنوبی واقع شده‌است. گرنتچستر ۵۴۰ نفر جمعیت دارد.